# Ludovico Avio
Ludovico Avio (6 d'octubre de 1932 - 23 de juny de 1996) fou un futbolista argentí.

## Selecció de l'Argentina
Va formar part de l'equip argentí a la Copa del Món de 1958.